# Cyclemys
Cyclemys es un género de tortugas de la familia Geoemydidae. Las especies de este género se distribuyen por el sur y sudeste de Asia.

## Especies
Se reconocen las siguientes siete especies:
- Cyclemys atripons Iverson & McCord, 1997
- Cyclemys dentata (Gray, 1831)
- Cyclemys enigmatica Fritz, Guicking, Auer, Sommer, Wink & Hundsdörfer, 2008
- Cyclemys fusca Fritz, Guicking, Auer, Sommer, Wink & Hundsdörfer, 2008
- Cyclemys gemeli Fritz, Guicking, Auer, Sommer, Wink & Hundsdörfer, 2008
- Cyclemys oldhami Gray, 1863
- Cyclemys pulchristriata Fritz, Gaulke & Lehr, 1997